# Aigül-Tasch (Dorf)
Aigül-Tasch (kirgisisch Айгүл-Таш) ist ein Dorf in Kirgisistan mit 367 Einwohnern (Stand 2024).

## Geographie
Das Dorf liegt im Rajon Batken des Oblus Batken. Es ist der Landgemeinde Suu-Baschy untergeordnet. Das Dorf liegt im zentralen Teil des Oblus. Aigül-Tasch befindet sich in einer Entfernung von etwa 26 Kilometern (Luftlinie) westsüdwestlich der Stadt Batken, dem Verwaltungszentrum des Rajon und des Oblus direkt am gleichnamigen Naturschutzgebiet Aigül-Tasch.

## Bevölkerung
| Jahr | Einwohner |
| ---- | --------- |
| 2009 | 625       |
| 2015 | 208       |
| 2024 | 367       |

Anmerkung: 2009 Volkszählungsdaten, 2015 und 2024 Fortschreibung